# Hanna Walter
Hanna "Hannerl" Walter, née le 24 novembre 1939, est une patineuse artistique autrichienne. Elle est championne d'Europe en 1959 et médaillée d'argent aux championnats du monde. Elle a représenté l'Autriche aux jeux Olympiques d'Hiver de 1956, où elle s'est classée 7e.

## Palmarès
| Compétition             | 1953 | 1954 | 1955 | 1956 | 1957 | 1958 | 1959 |  |  |  |  |  |  |  |
| Jeux olympiques d'hiver |      |      |      | 7e   |      |      |      |  |  |  |  |  |  |  |
| Championnats du monde   |      |      |      | 7e   | 6e   | 3e   | 2e   |  |  |  |  |  |  |  |
| Championnats d’Europe   |      | 9e   | 5e   | 5e   | 3e   | 2e   | 1re  |  |  |  |  |  |  |  |
| Championnats d'Autriche | 3e   |      | 3e   |      |      |      | 1re  |  |  |  |  |  |  |  |
|                         |      |      |      |      |      |      |      |  |  |  |  |  |  |  |